# The 500 Greatest Songs of All Time

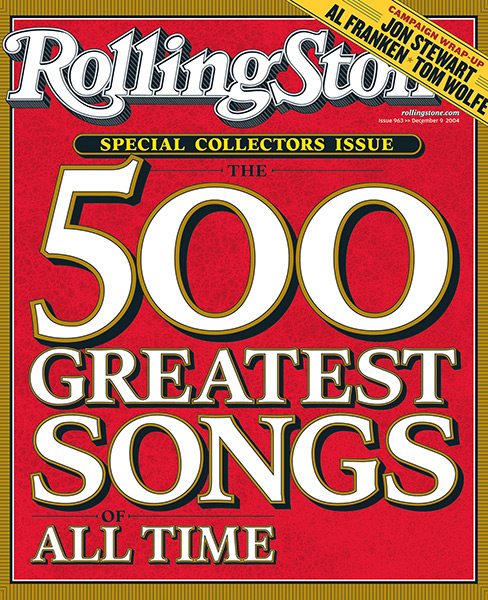
Omslag 2004.

The 500 Greatest Songs of All Time (Nederlands: "De 500 beste nummers aller tijden") is een artikel met een lijst van popnummers in het Amerikaanse muziektijdschrift Rolling Stone in november 2004. De lijst is gebaseerd op de keuze van 172 popartiesten, critici en mensen uit de muziekindustrie.
Er was kritiek op de lijst vanwege het feit dat het grootste deel van de nummers afkomstig was uit de jaren 60 en 70. Ook staat er maar één nummer in de lijst dat niet Engelstalig is (La Bamba van Ritchie Valens op #345). Van de 500 nummers op de lijst komen er 357 uit de Verenigde Staten en 117 uit het Verenigd Koninkrijk. Ook hier wordt veel kritiek op geleverd.
Het oudste nummer op de lijst is "Rollin' Stone" van Muddy Waters uit 1948 (#459). Het enige andere liedje uit de jaren 40 is "I'm So Lonesome I Could Cry" van Hank Williams uit 1949 (#112). Het recentste nummer is "Hey Ya!" van Outkast uit 2003 (#180). Er staan slechts twee andere nummers uit het nieuwe millennium op de lijst, beide van Eminem.
Onder andere Brian Wilson, Tom Morello, Brandon Boyd, Solomon Burke, James Hetfield, ?uestlove, Ray Manzarek, Slash, Billy Gibbons, Ozzy Osbourne en Maya Ford vertelden in het artikel over hun persoonlijke top 10.

## Statistieken

### Top tien
| Positie | Nummer                        | Artiest            | Jaar |
| ------- | ----------------------------- | ------------------ | ---- |
| 1       | Like a Rolling Stone          | Bob Dylan          | 1965 |
| 2       | (I Can't Get No) Satisfaction | The Rolling Stones | 1965 |
| 3       | Imagine                       | John Lennon        | 1971 |
| 4       | What's Going On               | Marvin Gaye        | 1971 |
| 5       | Respect                       | Aretha Franklin    | 1967 |
| 6       | Good Vibrations               | The Beach Boys     | 1966 |
| 7       | Johnny B. Goode               | Chuck Berry        | 1958 |
| 8       | Hey Jude                      | The Beatles        | 1968 |
| 9       | Smells Like Teen Spirit       | Nirvana            | 1991 |
| 10      | What'd I Say                  | Ray Charles        | 1959 |

### Artiesten met de meeste nummers in de lijst
| Aantal nummers | Artiest(en)                                                    |
| -------------- | -------------------------------------------------------------- |
| 23             | The Beatles                                                    |
| 14             | The Rolling Stones                                             |
| 12             | Bob Dylan                                                      |
| 11             | Elvis Presley                                                  |
| 7              | The Beach Boys Jimi Hendrix                                    |
| 6              | James Brown Chuck Berry Led Zeppelin U2 Sly & the Family Stone |

### Aantal nummers per decennium
| Decennium  | Aantal nummers | Percentage |
| ---------- | -------------- | ---------- |
| Jaren 1940 | 2              | 0,4%       |
| Jaren 1950 | 72             | 14,4%      |
| Jaren 1960 | 204            | 40,4%      |
| Jaren 1970 | 141            | 28,2%      |
| Jaren 1980 | 57             | 11,4%      |
| Jaren 1990 | 22             | 4,4%       |
| Jaren 2000 | 3              | 0,6%       |